# Trochaloschema ruginota
Trochaloschema ruginota är en skalbaggsart som beskrevs av Edmund Reitter 1896. Trochaloschema ruginota ingår i släktet Trochaloschema och familjen Melolonthidae. Inga underarter finns listade i Catalogue of Life.